# NGC 2677
NGC 2677 је спирална галаксија у сазвежђу Рак која се налази на NGC листи објеката дубоког неба.
Деклинација објекта је + 19° 0' 37" а ректасцензија 8h 50m 1,3s. Привидна величина (магнитуда) објекта NGC 2677 износи 14,6 а фотографска магнитуда 15,5. NGC 2677 је још познат и под ознакама MCG 3-23-12, CGCG 90-21, NPM1G +19.0194, PGC 24821.